# 쓰촨들쥐
쓰촨들쥐(학명: Apodemus latronum)는 붉은쥐의 일종이다. 중국 칭하이성과 쓰촨성, 인도, 버마에서 발견된다.